# Hemichromini
Die Hemichromini sind eine Tribus der Buntbarsche (Cichlidae) zu der drei Gattungen gehören, Anomalochromis mit dem Afrikanischen Schmetterlingsbuntbarsch als einziger Art, sowie Hemichromis und Rubricatochromis. Anomalochromis hat ein kleines Verbreitungsgebiet im westlichen Afrika, während Hemichromis vom Senegal bis Kenia und von Angola bis zum oberen Nil verbreitet ist. Die Fische erreichen Körperlängen von sechs bis zwanzig Zentimeter. Alle Hemichromini-Arten sind Substratlaicher.
Der Afrikanische Schmetterlingsbuntbarsch wurde 1915 unter dem wissenschaftlichen Namen Paratilapia thomasi beschrieben. 1980 wurde er in einer aquaristischen Fachzeitschrift aufgrund einer ähnlichen Bezahnung, der Färbung und der Brutbiologie in die Gattung Hemichromis gestellt. Die beiden Autoren sahen in der Art einen verzwergten Hemichromis. Der britische Ichthyologe Peter Humphry Greenwood veröffentlichte 1985 eine umfangreiche Untersuchung zur systematischen Stellung des Afrikanischen Schmetterlingsbuntbarschs und stellte die Art in die neu eingeführte Gattung Anomalochromis. Seiner Meinung nach sind die Unterschiede zu groß um den Afrikanischen Schmetterlingsbuntbarsch in die Gattung Hemichromis zu stellen. Beide sind allerdings Schwestergattungen. Gemeinsames Merkmal der Gattungen ist das Fehlen eines Kanals für das sensorische System in einem bestimmten Knochen (anguloarticular bone) des Kiefergelenks. Dieses Merkmal teilen nur Anomalochromis, Hemichromis und Rubricatochromis und es tritt bei keiner anderen darauf untersuchten Buntbarschgattung auf. Die Verwandtschaft der drei Gattungen wird heute zusätzlich durch molekularbiologische Daten gestützt und inzwischen hat sich die Bezeichnung Hemichromini für die Gruppe durchgesetzt.
Neben den beiden rezenten Gattungen könnte auch Mahengechromis, die älteste bekannte Buntbarschgattung, aufgrund von verschiedenen Gemeinsamkeiten mit Hemichromis in die Tribus Hemichromini gestellt werden. Die Gruppe wäre dann 40 bis 45 Millionen Jahre alt.